# 阿賀浦橋
阿賀浦橋（あがうらばし）は、新潟県阿賀野市下里 - 新潟市秋葉区中新田の阿賀野川に架かる国道460号の橋長942.4 m（メートル）のランガー橋。

## 概要
橋長942.4 mを有する14連下路ランガー橋。長らく新潟県内で、新潟県と新潟市が管理する国道・県道の中では最も長い橋梁であったが、新潟県全体での記録については2013年（平成25年）11月24日に長岡市に開通したフェニックス大橋に抜かれた。2車線を有し、上流側・下流側双方に歩道を備えている。
当橋梁の下流側に隣接して羽越本線の阿賀野川橋梁が架橋されている。また道路橋梁としては、下流側には国道49号の新横雲橋が、上流側には磐越自動車道の阿賀野川橋が、支川の早出川には磐越自動車道の早出川橋が、それぞれ架橋されている。

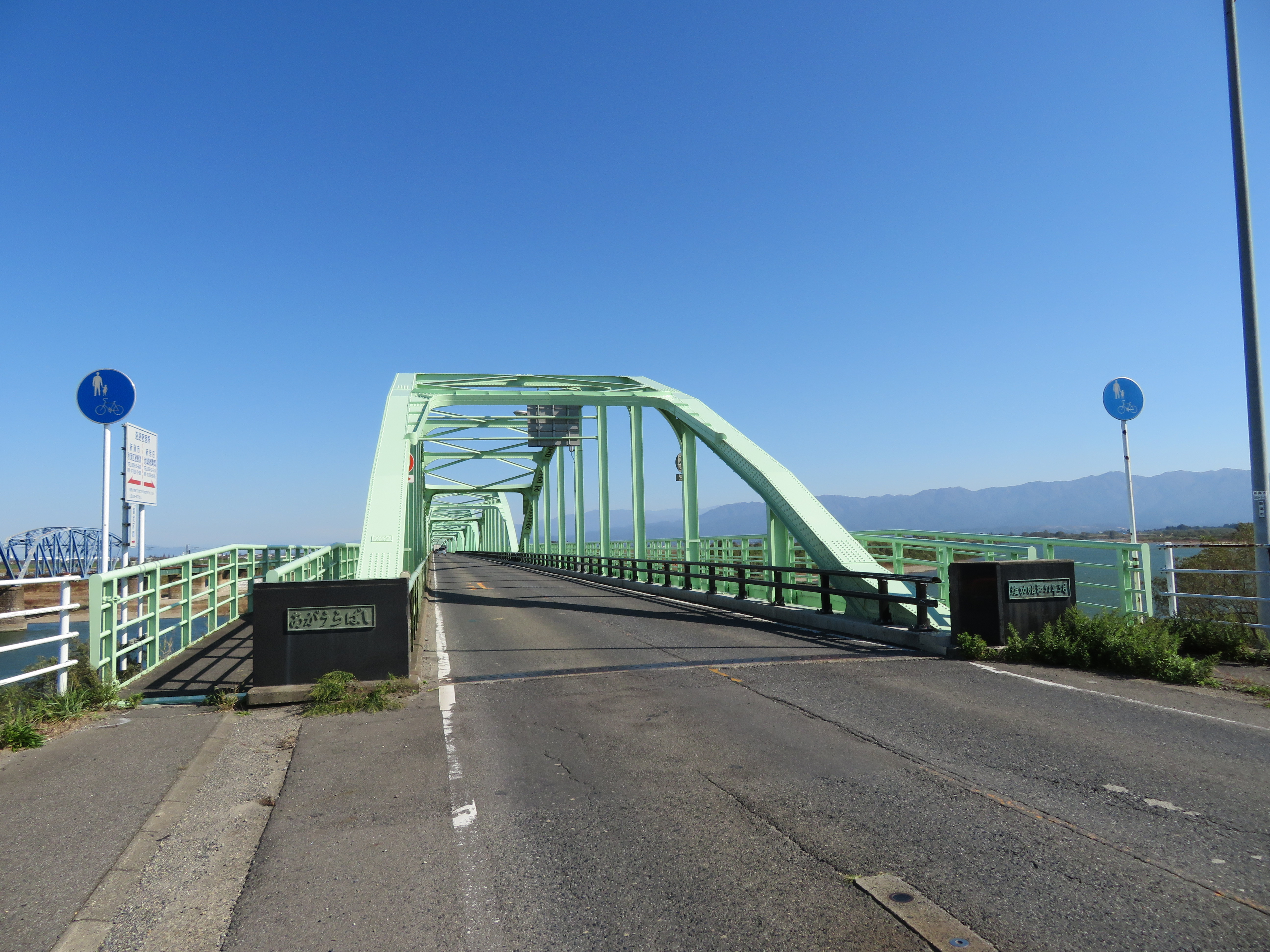
阿賀浦橋（新潟市秋葉区側から撮影）

## 歴史
当初は木橋として架橋された。橋名の「阿賀浦」は、かつて西詰側にあった中蒲原郡阿賀浦村に由来している。なお阿賀浦村は1925年（大正14年）、中蒲原郡新津町（のちの新津市、2005年（平成17年）に新潟市へ編入）へ編入して消滅している。
1947年（昭和22年）に発生した洪水で橋桁が約80 mに渡って流失したのを機に、沿線の住民が永久橋への架け替えを求めて運動を起こし、これに呼応して県が建設に着手した。
そして1958年（昭和33年）に現橋梁が開通。当初は阿賀野川に架かる西詰側にのみランガー橋が架橋され、東詰側は河川敷の占用地内に設けられた築堤上を走破する構造となっていた。
その後改修が行われ、1976年（昭和51年）に東詰側まで橋梁部が延伸されて現在の形となり、全面竣工した。
西詰側は、阿賀野川の左岸側堤防上を走行する新潟県道17号新潟村松三川線が経由している。同県道は現在、北側の羽越本線とは阿賀野川橋梁から続く築堤を堤防下でアンダーパスして交差し、南側の国道460号と橋梁西詰の中新田交差点で接続しているが、かつては堤防上を直進しており、羽越本線とは踏切で交差していた。
だが1961年（昭和36年）8月29日、踏切を渡ろうとしたトレーラーが阿賀野川橋梁傍に設けられていた給水塔に接触して立ち往生したところへ、旅客列車が衝突して橋梁のトラスが損壊、列車の機関士2人が死亡する事故が発生したことから、県道の踏切は廃止されて現在のアンダーパスに移設された。
しかしこの改修によって中新田交差点はクランク状となった上、旧来の交差点自体が元々橋梁西詰側に近接して設けられているため見通しが悪いことなどから、特に交通量が増加した1980年代以降は終日にわたり渋滞が著しくなった。このため県は1990年代後半から中新田交差点の改良事業に着手、2001年（平成13年）頃に十字路に改修され、渋滞が大幅に軽減された。